# 東門荒木氏
東門荒木氏（トンムナンモクし、朝鮮語: 동문황목씨）は、朝鮮の氏族の一つ。韓国の荒木氏の本貫は東門荒木氏のみで、日本の荒木氏に由来した朝鮮の氏族である。2015年の統計庁の人口調査によると東門荒木氏の人口は5人で、これは韓国の荒木氏の全員である。
主要人物として、荒木治丞がいる。